# 小行星4271
小行星4271（英語：4271 Novosibirsk）是一颗围绕太阳公转的小行星。1976年4月3日，尼古拉·切爾尼赫在克里米亚发现了此天体。
这颗小行星的绝对星等为130.5171822482085等。